# Aquilonia messoria
Aquilonia messoria is een keversoort uit de familie glimwormen (Lampyridae). De wetenschappelijke naam van de soort werd voor het eerst geldig gepubliceerd in 1913 door Olivier als Atyphella messoria.